# Пейдж (Північна Дакота)
Пейдж (англ. Page) — місто (англ. city) в США, в окрузі Кесс штату Північна Дакота. Населення — 190 осіб (2020).

## Географія
Пейдж розташований за координатами 47°9′29″ пн. ш. 97°34′14″ зх. д. / 47.15806° пн. ш. 97.57056° зх. д. (47.157942, -97.570545).  За даними Бюро перепису населення США в 2010 році місто мало площу 0,46 км², уся площа — суходіл. В 2017 році площа становила 2,60 км², уся площа — суходіл.

## Демографія
Згідно з переписом 2010 року, у місті мешкали 232 особи в 102 домогосподарствах у складі 61 родини. Густота населення становила 500 осіб/км².  Було 121 помешкання (261/км²).
Расовий склад населення:
| - 98,7 % — білих - 0,4 % — азіатів |

До двох чи більше рас належало 0,9 %. Частка іспаномовних становила 7,8 % від усіх жителів.
За віковим діапазоном населення розподілялося таким чином: 28,0 % — особи молодші 18 років, 53,9 % — особи у віці 18—64 років, 18,1 % — особи у віці 65 років та старші. Медіана віку мешканця становила 37,5 року. На 100 осіб жіночої статі у місті припадало 90,2 чоловіків;  на 100 жінок у віці від 18 років та старших — 96,5 чоловіків також старших 18 років.
Середній дохід на одне домашнє господарство  становив 55 331 долар США (медіана — 50 000), а середній дохід на одну сім'ю — 56 245 доларів (медіана — 43 750). За межею бідності перебувало 6,8 % осіб, у тому числі 3,8 % дітей у віці до 18 років та 5,6 % осіб у віці 65 років та старших.
Цивільне працевлаштоване населення становило 129 осіб. Основні галузі зайнятості: освіта, охорона здоров'я та соціальна допомога — 26,4 %, будівництво — 22,5 %, виробництво — 11,6 %, мистецтво, розваги та відпочинок — 9,3 %.